# Viscum coursii
Viscum coursii är en sandelträdsväxtart som beskrevs av Simone Balle. Viscum coursii ingår i släktet mistlar, och familjen sandelträdsväxter. Inga underarter finns listade i Catalogue of Life.